# Bjørn Møller
Bjørn Møller (3. marts 1907 på Frederiksberg – 19. oktober 1985) var en dansk pianofabrikant og politiker.
Han var søn af pianofabrikant Axel R. Møller og hustru Agnete født Goos, blev student fra Schneekloths Skole 1925 og tog filosofikum 1926. Møller kom i snedkerlære, blev uddannet i pianofabrikation hos familiefirmaet Hornung & Møller og hos Gaveau, Paris, og tog højere handelseksamen fra Niels Brocks Handelsskole. Han blev udnævnt til underdirektør i A/S Hornung & Møller 1934 og til direktør 1951, hvilket han var til firmaets ophør 1972.
Han var medlem af Københavns Borgerrepræsentation fra 1958 til 1966 for Det Konservative Folkeparti. Møller desuden var kasserer for Det Unge Tonekunstnerselskab 1934-45, i H.C. Lumbye-Legatet og 1943-57 i Danske Studenters Roklub, formand for sidstnævnte 1957-63. Han var medlem af bestyrelsen for Privat Kammermusikforening, formand for Rejsestipendieforeningen for Håndværkere og Industridrivende 1952-67 og var æresmedlem af 1. Regiments Løjtnantsforening og Danske Studenters Roklub.
Bjørn Møller blev gift 20. marts 1940 med Ellen Müller (2. september 1911 i København - ?).